# Lenka Ptacnikova

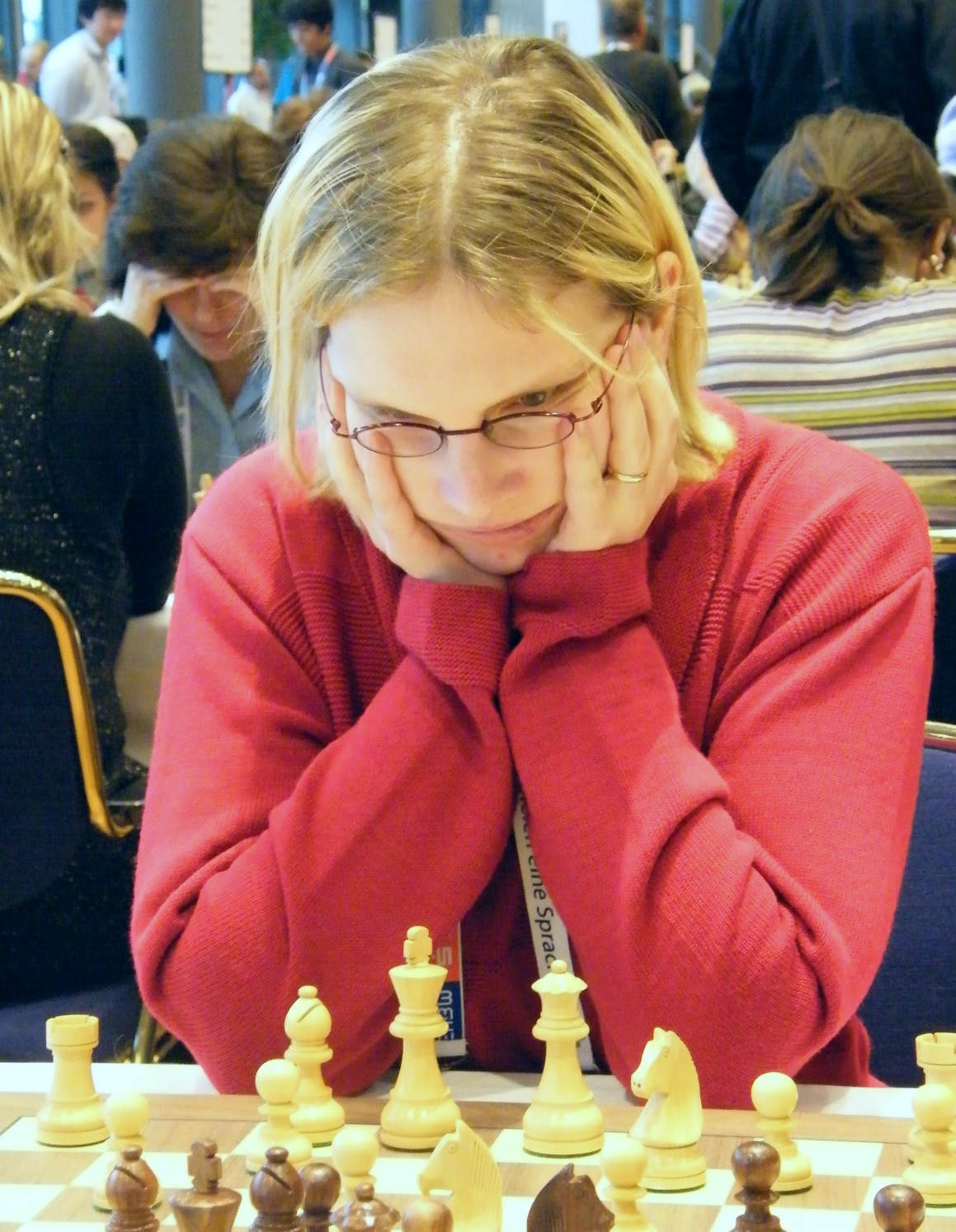
Lenka Ptacnikova in 2008

Lenka Ptacnikova (16 januari 1976) is een IJslandse schaakster. Ze is sinds 2000 een grootmeester bij de dames (WGM).
In 2002 trouwde ze met de IJslandse grootmeester Helgi Áss Grétarsson. In 2004 verkreeg ze de IJslandse nationaliteit, sindsdien is ze nummer 1 op de ranglijst van de schakende IJslandse vrouwen. Inmiddels is ze getrouwd met de in IJsland levende Egyptische schaaktrainer Omar Salama. In 2007 en 2009 was ze hoofdscheidsrechter bij de IJslandse kampioenschappen voor scholieren. Haar broer Petr is ook een schaker.

## Resultaten
In 1994 en 1996 was ze in Tsjechië kampioen bij de vrouwen.
Van 24 augustus t/m 4 september 2005 speelde Lenka mee in het toernooi om het Noords kampioenschap dat in Vammala verspeeld werd en waarin zij met 6 punten uit 9 ronden op de eerste plaats eindigde. In 2007 won ze in het Deense Helsingør hetzelfde kampioenschap.
In 2006, 2009 (in Reykjavík, met 5 pt. uit 5), 2010, 2012, 2013, 2014, 2015 en 2016 was ze kampioen van IJsland bij de vrouwen.

## Nationale teams
Ptacnikova nam vanaf de Schaakolympiade 1994 met een vrouwenteam deel aan elf Schaakolympiades. Ze was onderdeel van het team van Tsjechië in de Schaakolympiades 1994 (1e reserve), 1996, 1998, 2000 en 2002 (1e reserve). Ze speelde voor IJsland in 2004, 2006, 2008, 2010, 2012 en 2014. Uit 113 partijen op Schaakolympiades behaalde ze 73 punten (+53, =40, −20). Met het Tsjechische nationale team nam ze in 1997 aan het derde bord deel aan het toernooi om de Mitropa-Cup (er namen twee vrouwen deel aan het toernooi), namens IJsland speelde ze met het vrouwenteam in het Europees Schaakkampioenschap voor landenteams in 2005, 2013 en 2015 aan het eerste bord.

## Schaakverenigingen
In IJsland speelde Ptacnikova voor Taflfélagið Hellir, waarmee ze ook in 2003 deelnam aan het toernooi om de Europese Verenigingsbeker voor vrouwen. In de Tsjechische competitie speelde ze in 1997/98 voor ŠK Dům armády Prag. In de Britse Four Nations Chess League speelde voor de Slough Sharks.

## Externe koppelingen
- (en)   Informatie over schaakpartijen van Lenka Ptacnikova op ChessGames.com
- (en)   Informatie over schaakpartijen van Lenka Ptacnikova op 365chess.com
- (en)  FIDE-ratinggegevens voor Lenka Ptacnikova